# Алкохолен делириум (албум)
„Алкохолен делириум“ е дебютният албум на българската рок група „Хиподил“, издаден през 1993 година.
Включва 22 парчета, записани на аудиокасета, като привлича вниманието със своята разнообразна музика и открита агресивност, с главно сексуална насоченост на текстовете, подплатена с доза чувство за хумор и възхвала на битовия алкохолизъм. Този албум е първи по рода си в България по това време и дава старт на множество подобни на Хиподил групи, изразяващи свободно и без всякакви езикови задръжки своето мнение (независимо дали с битова или обществена ориентация).

## Песни
- 1. Триумф на злата вест – 0:24
- 2. Хипобир – 1:30
- 3. Сутрин го навира – 2:12
- 4. Бира с водка – 2:43
- 5. Един фус – 1:43
- 6. Момичето – 2:59
- 7. Жената – 2:18
- 8. Бабата – 0:04
- 9. Новата – 4:30
- 10. Аз те мразя – 1:30
- 11. Женкене на цомби – 0:30
- 12. Клиторен оргазъм – 2:07
- 13. Грозна си като салата – 3:59
- 14. Химна – 2:45
- 15. Много зле – 3:20
- 16. Ицо Петрофф – 0:45
- 17. Бира – 1:20
- 18. Розова серия – 2:11
- 19. Не вярвам в теб – 0:41
- 20. Чифт очи – 2:00
- 21. Майките – 3:06
- 22. Рейгън в кръв – 1:07

(Музиката е дело главно на Петър Тодоров, всички текстове са написани от Светослав Витков)

### Музиканти
- Светослав Витков – вокали
- Петър Тодоров – китари, вокали
- Пацо – бас китара
- Лъчезар Маринов – барабани
- Христо Павлов – саксофон и флейта
- Кирчо Македонски – тромпет
- Венци Мицов – клавишни, вокали

### Персонал
- Марин Чичов – снимки
- Чавдар Григоров – дизайн
- Венцислав Янков, Иван Градинаров, Васко Нешев – записи
- Бойко Петков – смесване